# Sarothrias papuanus
Sarothrias papuanus is een keversoort uit de familie Jacobsoniidae. De wetenschappelijke naam van de soort is voor het eerst geldig gepubliceerd in 1986 door Slipinski.